# Castillo de Amagasaki
El castillo de Amagasaki (尼 崎 城?) es un castillo japonés del siglo XVII ubicado en Amagasaki, en la prefectura de Hyōgo, Japón. Estuvo en ruinas hasta 2019, cuando fue reconstruido.

## Historia

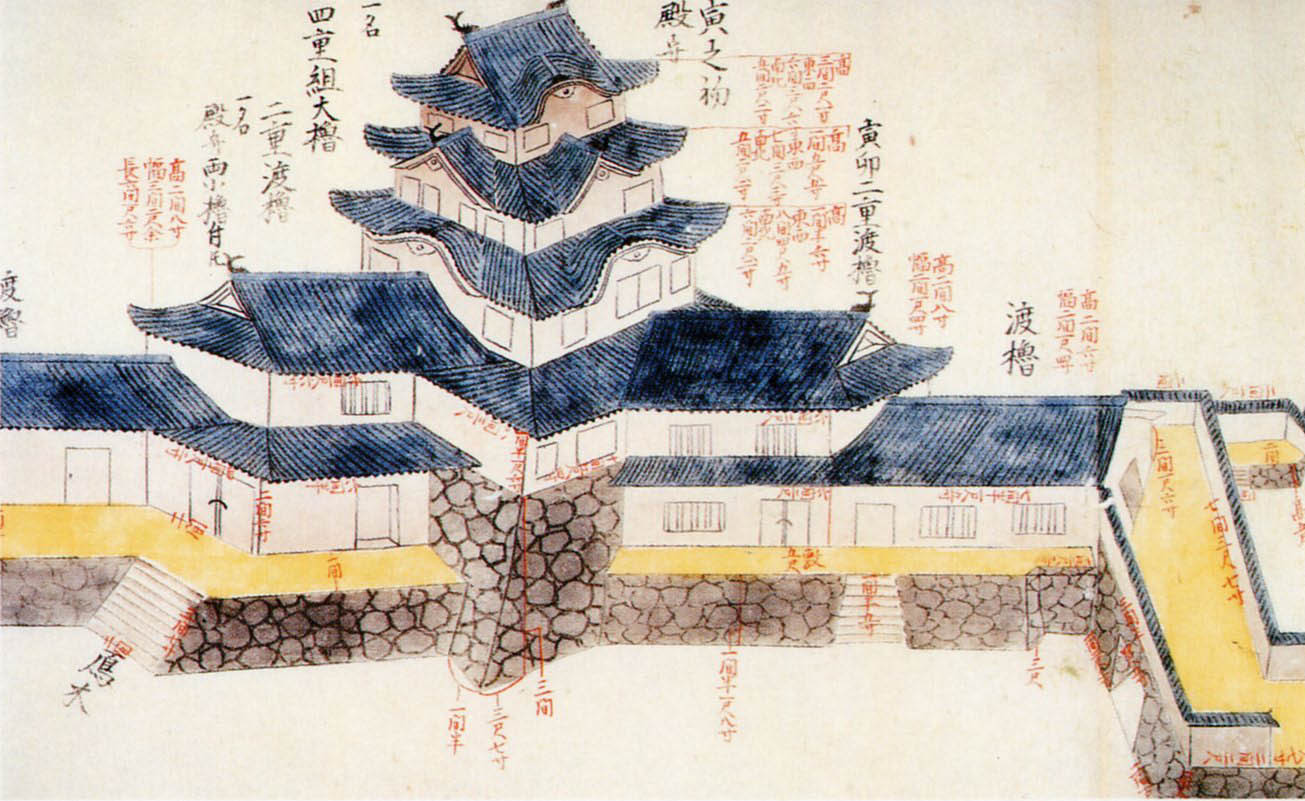
Ilustración del aspecto original del castillo

Toda Ujikane levantó la fortaleza en 1617. En el mismo lugar había un castillo anterior, más pequeño, construido originalmente por el clan Hosokawa, en el período Sengoku. A su alrededor se construyó el castillo de Amagasaki. La ubicación era estratégica, ya que dos ríos que desembocaban en el océano se encontraban cerca de la fortificación. El foso estaba conectado al río y tenía atracaderos para botes. Contaba con tres murallas y tres fosos de agua.
En el año 1579, durante el asedio de Itami, Araki Murashige se rebeló contra Oda Nobunaga y huyó al castillo de Amagasaki desde el de Itami, probablemente por la situación estratégica de Amagasaki frente al mar. Mientras escapaba, las fuerzas de Oda mataron a muchos de sus soldados en el lugar. Una vez se conoció su escape, Nobunaga mandó tropas a Amagasaki. Finalmente, tras no aceptar las peticiones de sus aliados, Murashige escapó al castillo Hanakuma.

## Reconstrucción

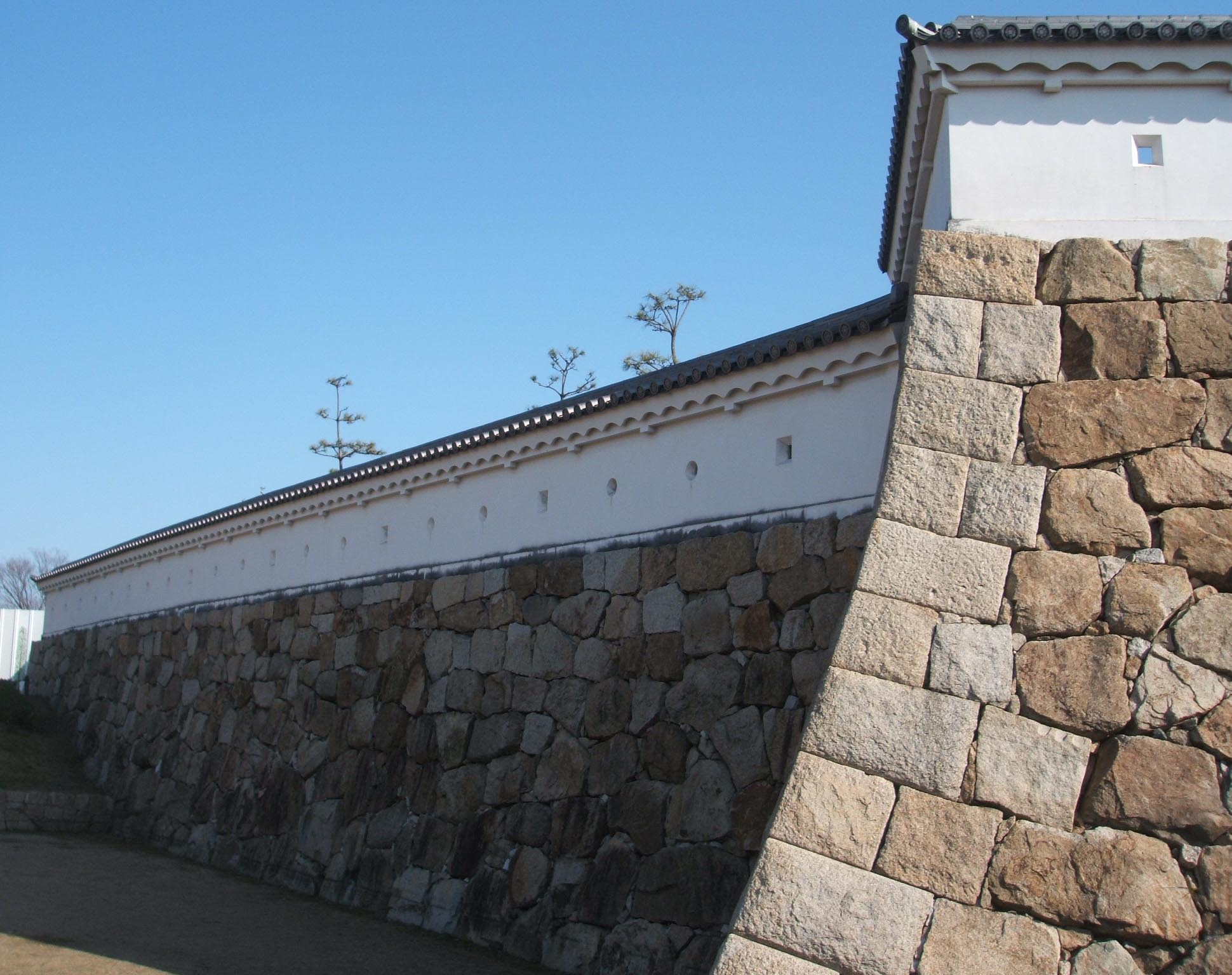
Vista de la reconstrucción del muro

En 1873 el castillo fue demolido, y gran parte del material se utilizó en un muro rompeolas cercano. Se mantuvo en ruinas hasta 2018, cuando comenzó su reconstrucción. A mediados de ese año el exterior del tenshu (edificio principal) fue terminado. La obra concluyó en 2019.